# Siegerd Degeling
Siegerd Degeling (Herk-De-Stad, 30 maart 1989) is een Belgische middenvelder die uitkomt voor Patro Eisden. In 2013 maakte hij de overstap van Patro Eisden naar KVK Wellen. 

## Statistieken
| Seizoen         | Club              | Competitie      | Competitie | Competitie | Play-offs | Play-offs | Beker | Beker | Totaal | Totaal |
| Seizoen         | Club              | Competitie      | Wed.       | Dlp.       | Wed.      | Dlp.      | Wed.  | Dlp.  | Wed.   | Dlp.   |
| --------------- | ----------------- | --------------- | ---------- | ---------- | --------- | --------- | ----- | ----- | ------ | ------ |
| 2008-2009       | Sint-Truidense VV | Tweede klasse   | 3          | 0          | 0         | 0         | 0     | 0     | 3      | 0      |
| 2009-2010       | KVK Tienen        | Tweede klasse   | 33         | 2          | 0         | 0         | 0     | 0     | 33     | 2      |
| 2010-2011       | KVK Tienen        | Tweede klasse   | 31         | 1          | 0         | 0         | 2     | 0     | 33     | 1      |
| 2011-2012       | KVK Tienen        | Tweede klasse   | 31         | 3          | 2         | 0         | 1     | 0     | 34     | 3      |
| 2012-2013       | KSK Heist         | Tweede klasse   | 27         | 2          | 0         | 0         | 1     | 0     | 28     | 2      |
| 2013-2014       | Lommel United     | Tweede klasse   | 18         | 0          | 0         | 0         | 0     | 0     | 18     | 0      |
| 2014-2015       | Lommel United     | Tweede klasse   | 10         | 0          | 0         | 0         | 2     | 0     | 12     | 0      |
| 2015-2016       | Patro Eisden      | Tweede klasse   | 11         | 0          | 0         | 0         | 1     | 0     | 12     | 0      |
| Carrière totaal | Carrière totaal   | Carrière totaal | 164        | 8          | 2         | 0         | 7     | 0     | 173    | 8      |

## Erelijst
- Tweede klasse: 2008/09